# Щёлоков, Николай Кононович
Никола́й Ко́нонович Щёлоков (Що́локов) (23 мая (4 июня)) 1887 года — 12 апреля 1941 года (согласно извещению в газете "Правда" от 14 апреля 1941 года), по другим данным, скончался 10 апреля 1941 года) — советский военачальник, генерал-лейтенант (1940). Профессор, доктор военных наук.

## Биография
Русский, православный. Родился в Уральске, в семье хорунжего Уральского казачьего войска Конона Николаевича Щёлокова. В 1904 году окончил Оренбургский Неплюевский кадетский корпус, учился в Михайловском артиллерийском училище, выпущен в 1907 году. Проходил службу в 36-й и 47-й артиллерийских бригадах. С началом Первой мировой войны Уральскому казачьему войску вновь разрешили создать артиллерийские части. 26 ноября 1916 года состоялся приказ о формировании 2‑й Уральской казачьей батареи Уральского казачьего дивизиона (также находившегося в стадии формирования), 23 декабря 1916 года капитан Н. К. Щёлоков был назначен командиром батареи с переименованием в есаулы, он и занялся формированием новой части.
После Февральской революцией и падения самодержавия 21 марта 1917 года собрался Экстренный съезд Уральского казачьего войска, который вернул войску название Яицкого и впервые за 200 лет избрал войскового атамана — В. П. Мартынова. В мае 1917 года Н. К. Щёлоков был делегатом на Учредительном съезде Яицкого казачьего войска, который принял положения о полной независимости войска, 7—19 июня 1917 года — делегатом 2-го Всероссийского (учредительного) общеказачьего съезда, принявшего решение поддержать Временное правительство. Выступая на съезде, Н. К. Щёлоков призывал к общению с 1-м Всероссийским съездом советов рабочих и солдатских депутатов, констатировал разрыв с буржуазией и стремление казаков к демократии. Формирование батареи резко усложнилось, 30 апреля 1917 года был расформирован штаб Походного атамана, который занимался формированием новых казачьих артиллерийских частей, но к 8 июля 1917 года 2-я Уральская казачья батарея была сформирована. 22 июля батарея Щёлокова прибыла в действующую армию и присоединилась к Уральской казачьей дивизии, дислоцировавшейся в районе Слуцка. В боях батарее участвовать не пришлось, к тому времени любые казачьи части использовались для поддержания порядка в тылу и разоружения солдатских частей. После Октябрьской революции, 17 ноября 1917 года Ставкой было принято решение о демобилизации всех казачьих частей. Н. К. Щёлоков демобилизовался полковником. В марте 1918 года начались стычки между казаками Уральского войска и красногвардейцами, 29 марта Уральское войсковое правительство объявляет мобилизацию, Н. К. Щёлокову было предложено возглавить Уральскую казачью армию, но он отказался. Весной 1918 года Н. К. Щёлоков был направлен в Саратов в составе мирной делегации от войскового съезда, но в Уральск не вернулся.

В июле 1918 года Н. К. Щёлоков добровольно вступил в РККА, где занимался формированием красных казачьих частей из уральских казаков, с января по сентябрь 1919 года командовал кавалерийским полком. С 17 сентября по 1 ноября 1919 года — вр.и.д. начальника 8-й кавалерийской дивизии Червонного казачества в составе Конного корпуса С. М. Будённого, 19 ноября 1919 года развернутого в 1-ю Конную армию. 

Командование 1-й Конной армии:
В первом ряду: С. М. Будённый, К. Е. Ворошилов, Е. А. Щаденко, стоят слева направо: Лакотош, Г. Ф. Беляков, Н. К. Щёлоков, С. М. Орловский, Г. К. Сиденко. Ростов-на-Дону, 1920 г.

С 1 января по 19 июня 1920 года и с 16 февраля 1921 года по 26 октября 1923 года Н. К. Щёлоков — начальник штаба 1-й Конной армии. С. М. Будённый вспоминал: 

Николай Кононович — красивый, черноусый, всегда опрятно одетый, средних лет человек — прибыл в Конармию в январе 1920 года. Бывший подполковник, артиллерист, умный, хорошо подготовленный, он быстро освоился с обязанностями начальника штаба такого нового оперативного объединения, как Конная армия. Работал он старательно, как говорят, с душой, но в данном случае не проявил свойственной ему сноровки.— Будённый С. М. Пройдённый путь
 С 28 июля по 10 октября 1920 года Н. К. Щёлоков — начальник штаба 2-й Конной армии.
После войны, в октябре 1923 годе Н. К. Щёлоков назначен помощником и заместителем инспектора кавалерии РККА С. М. Будённого, с 1928 года — преподаватель тактики и артиллерии в 1-й Советской объединённой военной школе РККА им. ВЦИК. Во время следствия по делу «Весна» (1930—1931 годы), бывший полковник А. Л. Буевский назвал Щёлокова руководителем контрреволюционной организации в Инспекции кавалерии РККА. Есть мнение, что следователи не решились трогать инспекцию, возглавляемую С. М. Будённым. С 1934 года Н. К. Щёлоков — пенсионер.
В начале 1940 года вновь поступил на военную службу в РККА, произведён в комбриги и назначен начальником кафедры конницы Военной академии РККА им. М. В. Фрунзе. Работал на этом посту до последнего дня жизни.
Умер в 1941 году в Москве. Похоронен на Введенском кладбище (10 уч.).

## Семья
- отец — Щёлоков Конон Николаевич, хорунжий Уральского казачьего войска, арестован и расстрелян в 1919 в Саратове
- мать — Щёлокова (Жаворонкова), Антонина Николаевна
- брат — Щёлоков, Борис Кононович (28 июля 1888 года — 2 октября 1938 года) — агроном-геоботаник. Арестован 29 апреля 1938 года УНКВД по ЗКО, осуждён 29 сентября 1938 года тройкой при УНКВД по ЗКО, приговор: ВМН. Расстрелян 2 октября 1938 года. Реабилитирован 19 января 1957 года военным трибуналом ЮжУрВО за отсутствием состава преступления.[13]
- жена — Щёлокова, Валентина Ивановна (1899—1987)

## Воинские звания
- подпоручик — 1907
- поручик
- штабс-капитан
- капитан
- есаул — 1916
- полковник — 1917
- комбриг — 21 февраля 1940
- генерал-лейтенант — 4 июня 1940

## Награды

### Российской империи
- Георгиевское оружие — ПАФ от 10.04.1917 (награждён за отличия в 47-й артиллерийской бригаде)
- Орден Св. Владимира 4-й степени с мечами и бантом
- Орден Св. Станислава 2-й степени с мечами и бантом
- Орден Св. Анны 3-й степени с мечами и бантом
- Орден Св. Станислава 3-й степени
- Орден Св. Анны 4-й степени

### Советского Союза
- Орден Красного Знамени — 1925[14]
- Медаль «XX лет РККА» — 1938

Во время Гражданской войны Н. К. Щёлоков был также награждён золотыми часами и наградным револьвером.